# Salade Waldorf
Une salade Waldorf est préparée à partir de pomme et de céleri hachés en julienne, avec des noix et des raisins et une sauce mayonnaise. Elle fut créée vers 1893 à l'hôtel Waldorf de New York (qui devint le Waldorf-Astoria en 1931).